# Adenoma pleomorfo
L'adenoma pleomorfo è un tumore benigno del distretto testa-collo. Origina spesso nelle ghiandole salivari, in particolare nella parotide.

## Anatomia patologica
Era anche detto tumore misto per via della sua struttura. È costituito da aggregati ghiandolari e di mioepitelio posto a formare dotti, acini, tralci o lamine di cellule, tipicamente disperse in uno sfondo simile a mesenchima mixoide lasso con isole di cartilagine e focolai di ossificazione. Una percentuale elevata di casi è associata ad alterazioni cromosomiche che coinvolgono PLAG-1, oncogene che risulta iper-espresso. Un marcatore tipico è S-100.

## Patogenesi
Ha un decorso lento ed è silente. Si manifesta raramente con manifestazioni dolorose, più spesso appare un rigonfiamento sul collo o sulla guancia o con una tumefazione all'interno della cavità orale. Può raggiungere dimensioni anche notevoli.
Raramente può evolvere in carcinoma che potrà avere l'aspetto di un adenocarcinoma così come quello di un carcinoma squamoso o più spesso indifferenziato. L'infiltrazione della capsula è un importante fattore prognostico.

## Terapia
Il trattamento è chirurgico. Se il tumore origina nella parotide, la sua asportazione comporta un rischio di lesione del nervo faciale, con possibili conseguenze in termini di paresi dei muscoli della mimica del volto. Il rischio di paralisi vera e propria è bassissimo (inferiore all'1%) in primi interventi ed in mani di chirurghi "esperti"(ossia con più di 100 casi di parotidectomia trattati come primo operatore). In un primo intervento per adenoma parotideo (vedi recidiva) a seconda della localizzazione, delle dimensioni e delle abilità del chirurgo gli interventi sono (in ordine crescente di tessuto sano rimosso): enucleazione pericapsulare (ECD), enucleoresezione (asportazione del tumore con una cuffia di tessuto sano), parotidectomia parziale preneurale, parotidectomia esofacciale, parotidectomia quasi-totale (near-total), parotidectomia totale, in ogni caso sempre con preservazione del nervo facciale e dei suoi rami.  Se non asportato completamente può dar luogo a recidive, a volte anche a distanza di molti anni dal primo intervento. Le recidive possono essere multinodulari, in quest'ultima eventualità il reintervento è gravato da più rischi di lesione del nervo facciale a causa dell'esito cicatriziale del precedente intervento. Se l'adenoma pleomorfo non viene asportato, nell'arco di anni (10 anni e più in media), può evolvere verso la malignità: il rapido aumento di dimensioni (dopo anni di crescita lenta) e/o la comparsa di paralisi del nervo facciale omolaterale sono segni che depongono per una trasformazione maligna del tumore.L'uso della radioterapia è controverso, potendo questa favorire la trasformazione maligna del tumore.